# Alta Via Tullio Vidoni
L'Alta Via Tullio Vidoni (AVTV) (il cui nome ricorda il forte alpinista valsesiano travolto da una valanga nel 1988) è un percorso ad anello attorno al Corno Bianco (3320 m) che si svolge in quote comprese tra i 2000 e i 2900 m circa. Il tracciato percorre i valloni del Rissuolo e del Forno (Riva Valdobbia), di Tailly, di Terrafrancia e d’Otro (Alagna Valsesia), di Spissen, di Nétschò e di Tschampono (Gressoney-La-Trinité), e tocca tre punti di pernottamento, di cui due punti di appoggio (il bivacco Ravelli e il bivacco Gastaldi) e un rifugio gestito (il rifugio Carestia all'Alpe Pile).

## Descrizione
La via non presenta difficoltà alpinistiche, tuttavia è adatta ai soli escursionisti esperti, dotati del materiale necessario e adeguatamente allenati. In molte parti il percorso attraversa pietraie e tratti su tracce di sentiero o esposti, dove sono richieste cautela e sicurezza. I mesi consigliati per percorrere la via sono luglio, agosto e settembre.

### Punti di pernottamento
Il tracciato della via intercetta tre punti di pernottamento:
1. Il Rifugio Carestia all’Alpe Pile (2207 m), situato nel Vallone del Rissuolo (Riva Valdobbia) è un rifugio custodito (da giugno a settembre) che dispone di 24 posti letto; nei periodi di chiusura è provvisto di locale invernale (4 posti letto).
2. Il Bivacco Don Luigi Ravelli (2503 m), posto su uno sperone roccioso presso il Lago di Terrafrancia, dispone di 12 posti letto in cuccette con materassini e coperte, sono a disposizione fornelletto a gas, pentole, armadietto di pronto soccorso e illuminazione elettrica, ottenuta attraverso l’ausilio di pannelli solari. Si tratta di un bivacco dalla tipica forma a botte in legno rivestito di lamiera zincata (ora dipinto di giallo per ragioni di visibilità), non c'è legna nelle vicinanze; l'acqua è quella del vicino laghetto.
3. Il Bivacco Carlo Gastaldi (2630 m), posto nella conca soprastante i laghetti di Nétschò, dispone di 4 posti letto; la struttura è a botte in legno rivestito di lamiera zincata.

## Accessi
- Dalla Val Vogna (Riva Valdobbia) – Dopo aver percorso in auto la Val Vogna (laterale in destra orografica della Valsesia) fino all’abitato di Cà di Ianzo (1342 m), si prosegue a piedi su strada prima asfaltata (sino a S. Antonio, 1380 m) e poi sterrata, fino al bivio (segnavia 202). Continuando per il sentiero si raggiunge il rifugio Carestia all’Alpe Pile.
- Dalla Valle d’Otro (Alagna Valsesia) – Si segue senza mai lasciarlo il sentiero segnalato 203, che da Alagna conduce al Bivacco Ravelli, passando per le frazioni dell’Alpe di Otro (dove è presente il rifugio Zar Senni) e per l’Alpe Pianmisura.
- Dalla Valle del Lys (Gressoney-la-Trinité) – Si segue il sentiero con segnavia 3 (indicazioni per il bivacco Gastaldi), dapprima raggiungendo l’Alpe Spilmansberg (2098 m), poi proseguendo su impervi pendii, fino al bivacco (2630 m), che si raggiunge dopo aver oltrepassato una parete rocciosa attrezzata con una fune metallica.

## Descrizione dell’itinerario

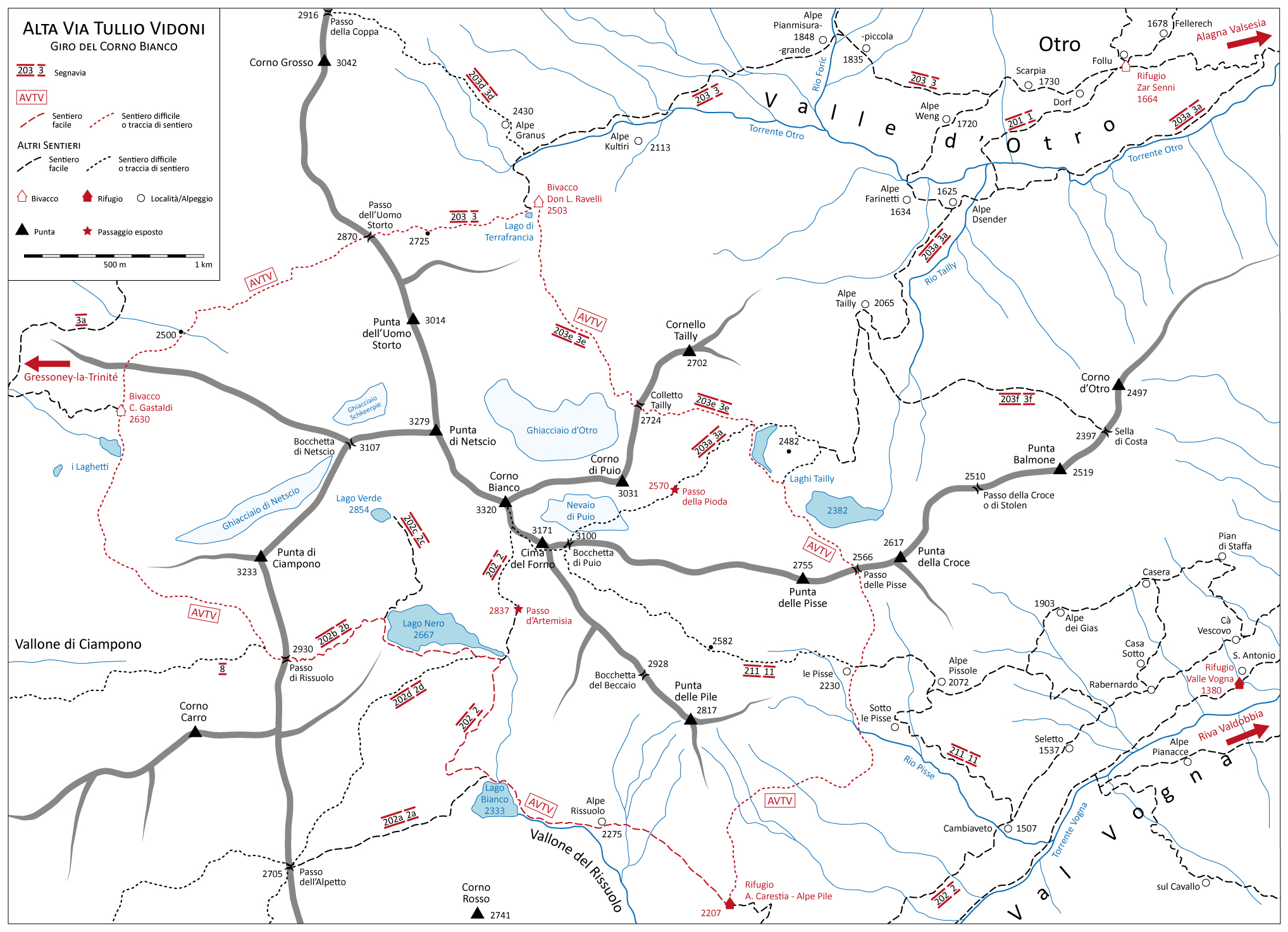
Carta schematica dell'Alta Via Tullio Vidoni

Di seguito viene sinteticamente descritta l’Alta Via, in senso antiorario, con partenza dal Rifugio Carestia all’Alpe Pile (Val Vogna, Riva Valdobbia). In questa trattazione vengono considerate 3 tappe, ma è ovviamente possibile percorrere la via anche in meno o in più giornate (nel secondo caso occorre avere una tenda); i tempi di percorrenza previsti sono stati omessi.
Dal Rifugio Carestia al Bivacco Ravelli – dal rifugio (2207 m) ci si sposta per tracce di sentiero che attraversano prima pascoli e poi cenge rocciose, scendendo dalla dorsale che delimita il Vallone del Forno, sino a raggiungere un semplice guado. Da qui si risale il pendio su scarse tracce, raggiungendo prima l’Alpe Pisse, e poi dopo aver percorso un ripido canalino erboso, il Passo delle Pisse (2566 m). Discendendo un’evidente cengia rocciosa si raggiungono i Laghi Tailly inferiore (2382 m) e superiore (2450 m circa). Lasciata sulla sinistra la traccia che conduce al Corno Bianco per il Passo della Pioda, si prosegue sul sentiero segnalato 203e, risalendo un ripido canalino sino a guadagnare il Colletto Tailly (2724 m), dal quale, in discesa, attraversando gli sfasciumi detritici sottostanti il Ghiacciaio d’Otro, si raggiunge il Bivacco Ravelli (2503 m).
Dal Bivacco Ravelli al Bivacco Gastaldi – dal Lago di Terrafrancia (2500 m circa), si inizia a salire dapprima per pietraie e terreno erboso, poi per un vallone detrico e quindi per un ripido canalino, che conduce al Passo dell’Uomo Storto (2870 m); da qui si scende seguendo tracce di sentiero interrotte da pietraie, raggiungendo il fondo del vallone, posto alla quota di circa 2400 m; si prosegue, prestando la massima attenzione, in diagonale lungo il fianco della montagna, su terreno friabile, quindi, dopo aver guadagnato la cresta spartiacque tra i valloni di Netscio e di Spissen, si torna a scendere raggiungendo in breve il bivacco Gastaldi (2630 m).
Dal Bivacco Gastaldi al Rifugio Carestia – dal bivacco ci si sposta raggiungendo i laghetti, e si risale lungo una petraia fino ad un colletto alla quota di circa 2700 m, quindi si percorre l’antico sentiero denominato Charrò Wäg, raggiungendo il vallone di Tschampono, risalito il quale si giunge al Passo di Rissuolo (2930 m). Da qui, seguendo il segnavia 202b, si scende al Lago Nero (2667 m) e poi, lasciata a sinistra la traccia che sale al Corno Bianco per il Passo d’Artemisia, si prende in discesa il sentiero segnalato 202, che conduce prima al Lago Bianco (2333 m) e infine al Rifugio Carestia (2207 m).

## Galleria d'immagini

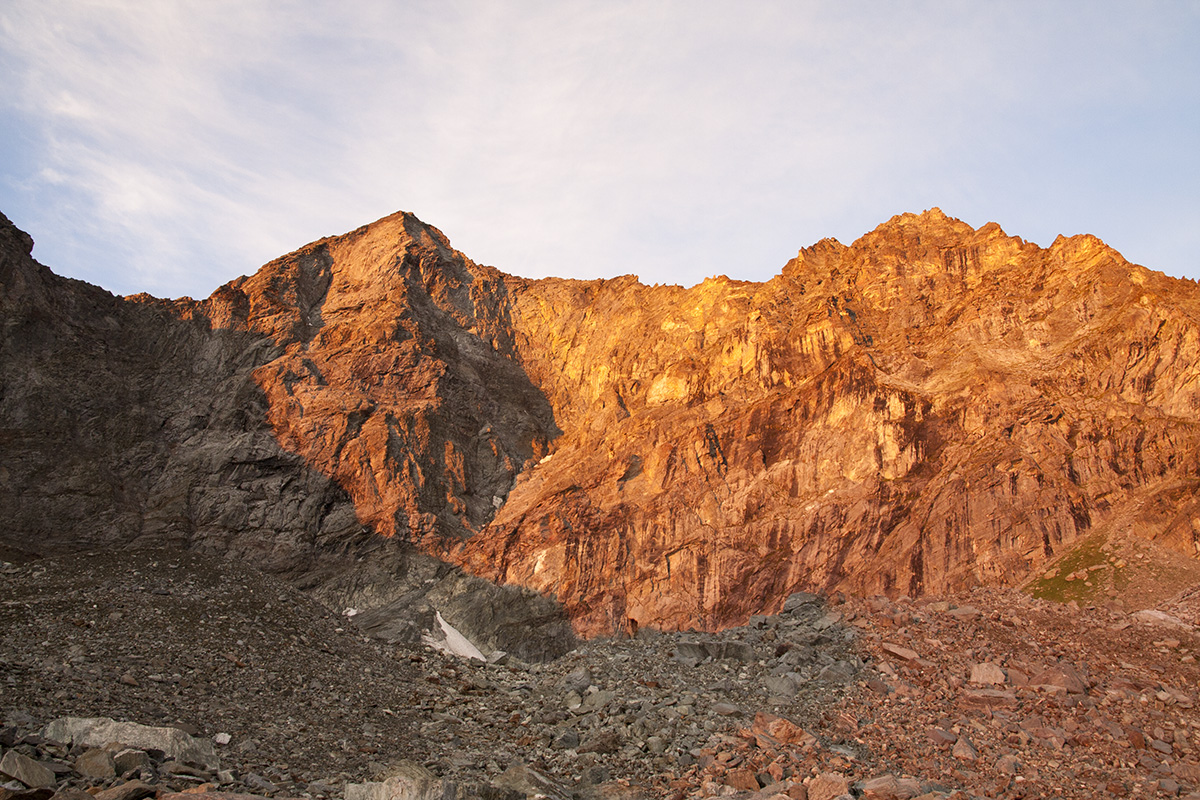
Cresta Nord al Corno Bianco, dal Ghiacciaio d'Otro
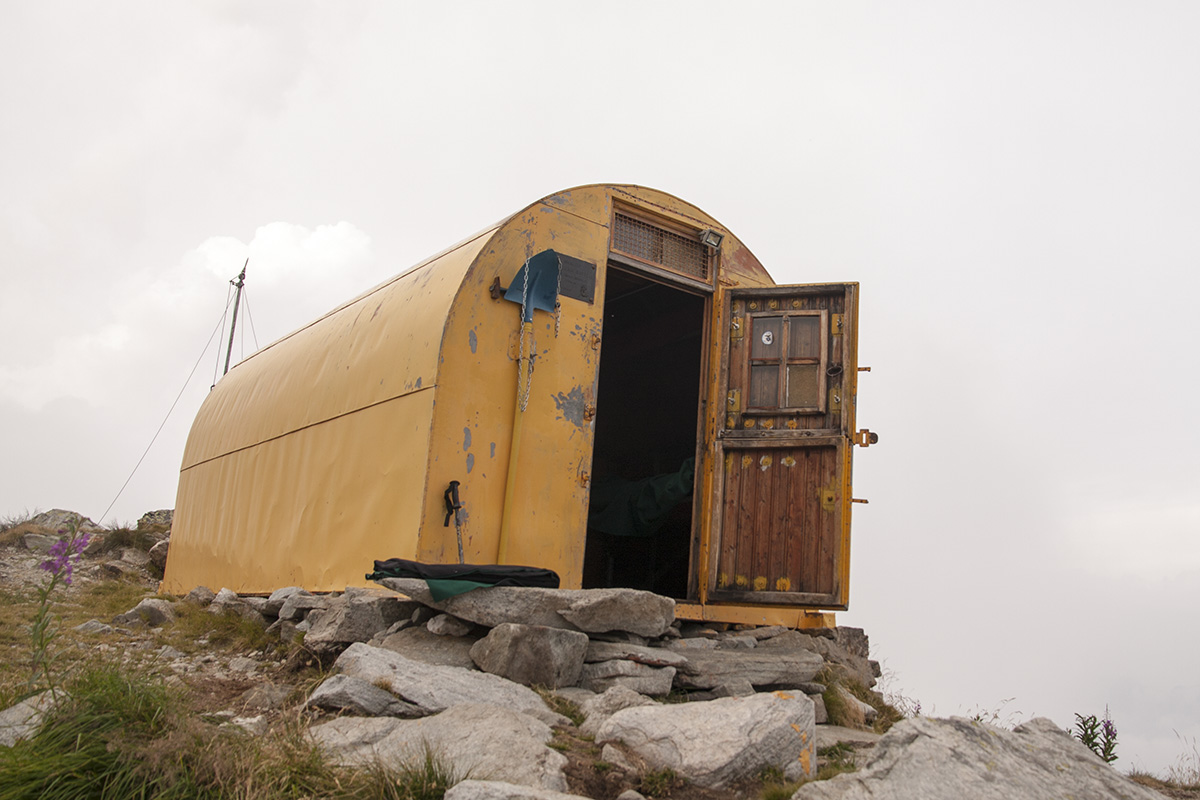
Il Bivacco Don Luigi Ravelli, presso il Laghetto di Terrafrancia
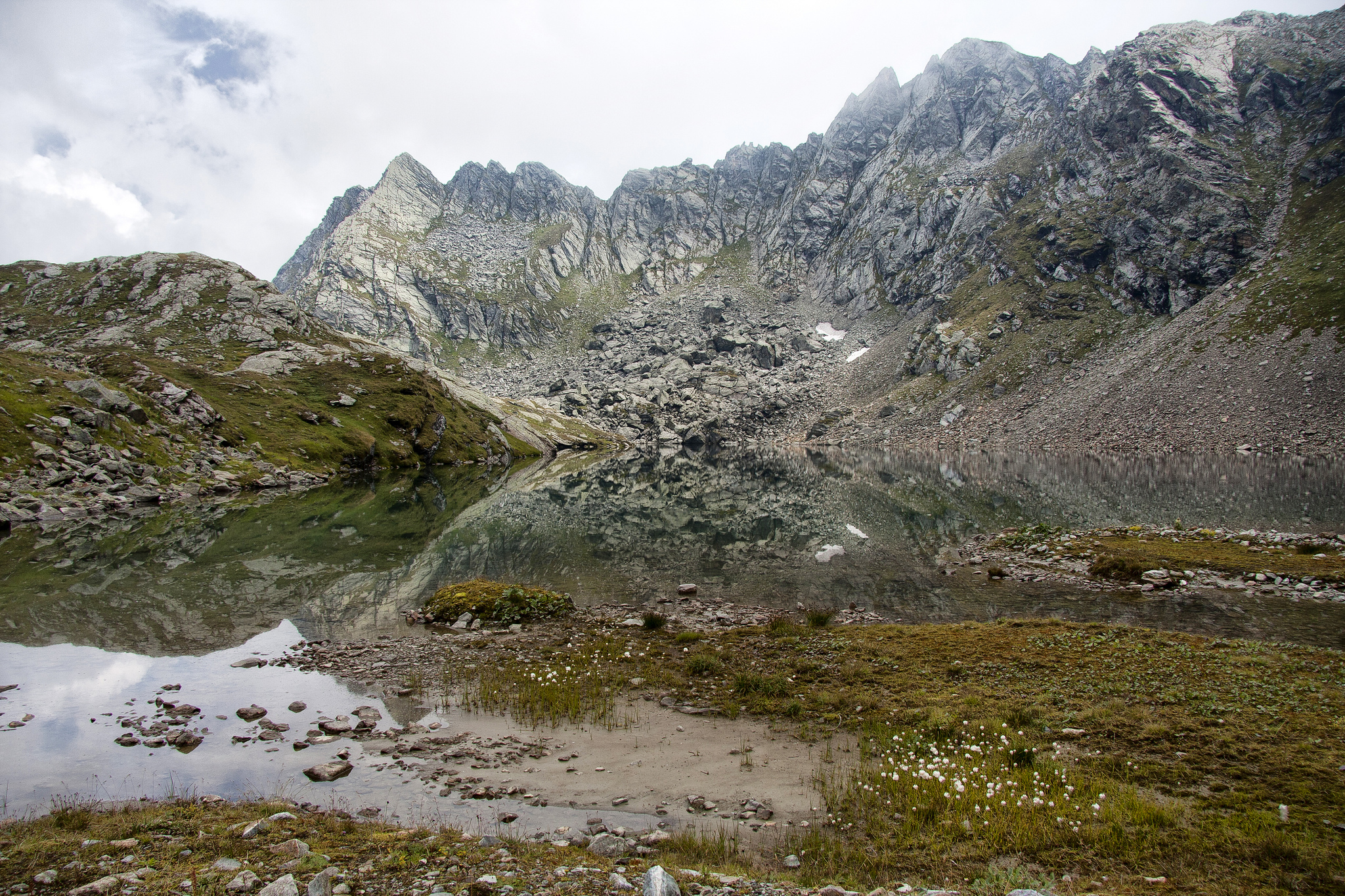
Il Lago Tailly superiore
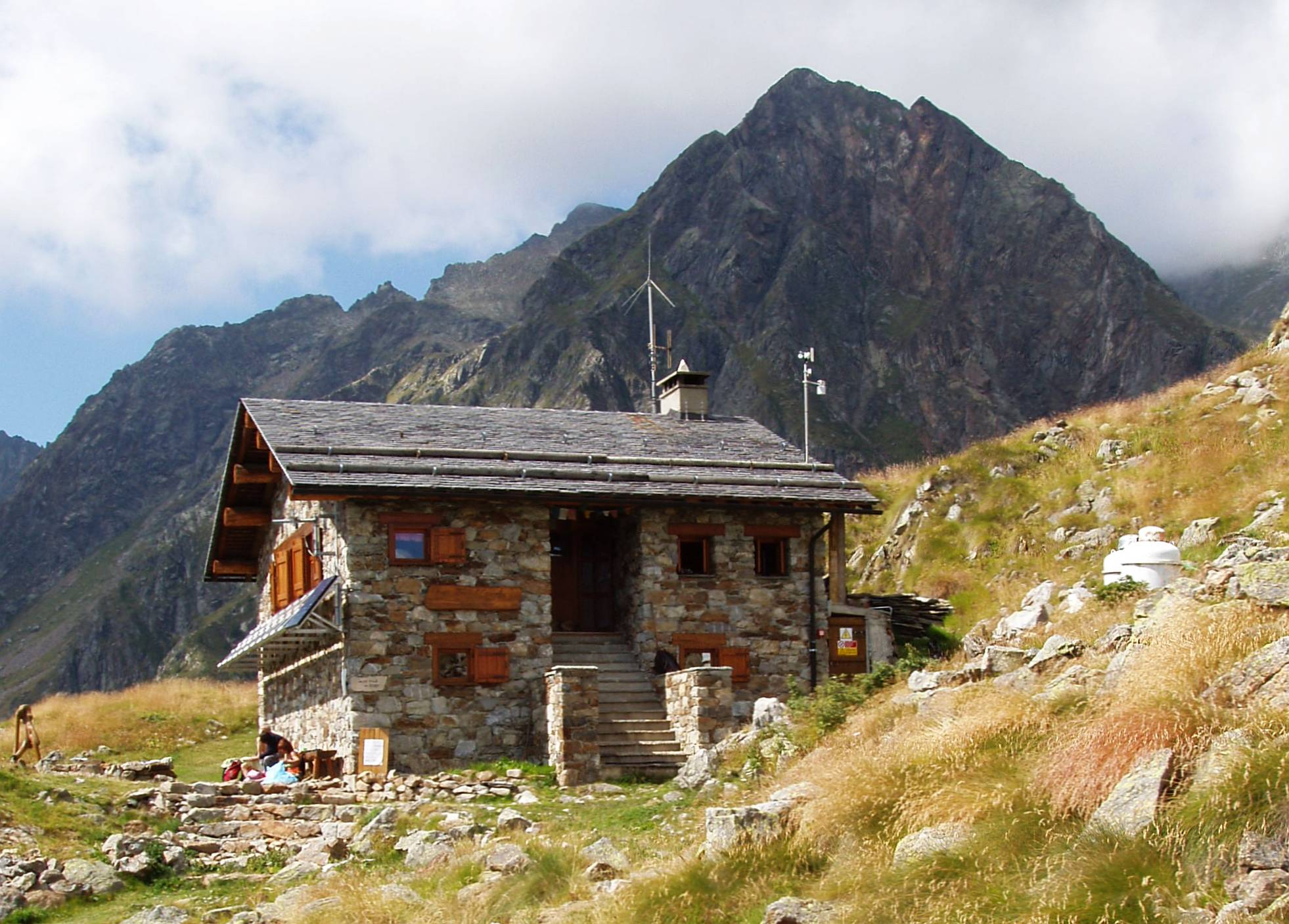
Il Rifugio Abate Antonio Carestia all'Alpe Pile